# 廖德徵
廖德徵（1433年—？），名珠，字德徵，以字行，福建興化府莆田縣人，明朝政治人物。

## 生平
成化四年（1468年）戊子科福建鄉試第六十名。成化五年（1469年）乙丑科進士，授大理寺評事，都御史朱英因與中貴交惡下獄，德徵辯冤雪之。轉寺正，陞湖廣僉事，赴任途中卒於揚州。

## 家族
曾祖廖損，祖父廖尚安，父廖季高。